# Şahin Aygüneş
Şahin Aygüneş (* 1. Oktober 1990 in Ansbach) ist ein deutsch-türkischer Fußballspieler, der zuletzt beim SV Sandhausen in der 2. Fußball-Bundesliga unter Vertrag stand.

## Karriere

### Vereine
Şahin Aygüneş kam 1990 als Sohn türkischer Gastarbeiter, die von der Hafenstadt Sürmene nach Deutschland emigriert waren, in Ansbach zur Welt. Er wuchs in Hockenheim auf und begann in der Jugend des dortigen FV 08 mit dem Fußballspielen. Hier wurde er von den Talentspähern des SV Waldhof Mannheim gesichtet. Wenig später lag von Mannheim ein Angebot vor und so wechselte der dreizehnjährige Aygüneş in die Jugend der Mannheimer. Nach einem einjährigen Aufenthalt bei Waldhof Mannheim wechselte er in die Jugend des Karlsruher SC. In der Jugend der Karlsruher war er bis zum Sommer 2009 aktiv.
Ab dem Sommer 2008 durfte er neben seiner Tätigkeit in der Jugendmannschaft auch mit der Reservemannschaft des Karlsruher SC, der Karlsruher SC II  trainieren. So absolvierte er für die in der Regionalliga spielende Mannschaft insgesamt fünf Begegnungen. Sein Debüt gab er am 27. September 2008 gegen den SC Pfullendorf.
Zur Spielzeit 2009/10 verpflichtete ihn der türkische Erstligist Kasımpaşa. In seiner ersten Saison kam er auf 17 Ligaeinsätze und erzielte dabei sechs Treffer. Am Ende der Saison 2010/11 stieg er mit seinem Verein in die TFF 1. Lig ab. Zur neuen Saison blieb er bei Kasımpaşa und erreichte mit diesem Verein nach dem Playoff-Sieg den indirekten Wiederaufstieg in die Süper Lig. Aygüneş war im Allgemeinen mit seinen Einsätzen und Toren in der regulären Saison und mit seinen zwei Treffern in der Playoff-Phase maßgeblich an diesem Erfolg beteiligt.
Nachdem Aygüneş zuletzt bei Kasımpaşa zu kaum Spieleinsätzen gekommen war und zuletzt sogar nur für die Reservemannschaft gespielt hatte, wechselte er im Frühjahr 2014 innerhalb der Süper Lig zu Trabzonspor. Mitte Juli 2014 löste Trabzonspor den Vertrag mit Aygüneş auf.
Zur Saison 2014/15 wechselte er zum Zweitligisten Antalyaspor. Hier wurde er zum Saisonende mit seinem Klub Play-off-Sieger der TFF 1. Lig und erreichte damit den Aufstieg in die Süper Lig. Für die Rückrunde der Saison 2015/16 wurde er an den Zweitligisten Karşıyaka SK ausgeliehen. Nach der Rückkehr zu seinem Stammverein kam er dort zu keinen weiteren Einsätzen. Im Januar 2017 wechselte er in die dritte türkische Liga zu Tuzlaspor. Nach Ende der Spielzeit war Aygüneş zunächst vereinslos. Er kehrte in die Kurpfalz zurück, wo er sich beim SV Sandhausen fit hielt und auch bei Vorbereitungsspielen eingesetzt wurde. Mitte August 2017 erhielt Aygüneş dort einen Vertrag bis zum Ende der Spielzeit mit der Option auf eine Verlängerung.

### Nationalmannschaft
Şahin Aygüneş fing früh an für die türkischen Jugendnationalmannschaften zu spielen. Er durchlief ab der U-16 nahezu alle Jugendmannschaften. Obwohl er auch Anfragen von den deutschen Jugendnationalmannschaften erhielt, entschied er sich für die türkische Jugendnationalmannschaften.

## Erfolge
Mit Kasımpaşa Istanbul
- Playoff-Sieger der TFF 1. Lig und Aufstieg in die Süper Lig: 2011/12

Mit Antalyaspor
- Play-off-Sieger der TFF 1. Lig und Aufstieg in die Süper Lig: 2014/15